# Gonabad

Zibad Gonabad

Gonabad este un oraș din Iran.